# Огиевский, Анатолий Владимирович
Анатолий Владимирович Огиевский (31 августа 1894, Стародуб — 3 апреля 1952, Киев) — советский гидролог, доктор технических наук (1936), профессор (1937), заведующий кафедрой гидрологии Киевского гидромелиоративного института; один из основоположников гидрологической школы на Украине. Племянник профессора Василия Дмитриевича Огиевского — учёного-лесовода, двоюродный брат Владимира Васильевича Огиевского — учёного-радиотехника, ученик академика Е. В. Оппокова.

## Биография
Родился 31 августа 1894 года в городе Стародубе Черниговской губернии (ныне Брянская область). Родители: отец — коллежский секретарь городской судья 1-го участка города Стародуба Владимир Дмитриевич Огиевский, мать — Екатерина Григорьевна. В 1909 году поступил в Минскую гимназию, которую окончил с золотой медалью в 1913 году. В 1914 году поступил на гидротехнический подотдел инженерно-строительного отделения Петроградского политехнического института. 16 января 1916 года подал прошение о переводе в Николаевское инженерное училище. Участник Первой мировой войны (ЦГИА СПб, ф. 478, оп. 3, д. 4826). В 1922 году окончил Киевский политехнический институт. С 1926 года работал в Научно-исследовательском институте водного хозяйства. В 1927 г. находился в научной командировке в Германии, Австрии и Франции. В 1933-1952 годах — заведующий отделом гидрологии, в 1937-1939 годах — директор этого института. В 1928-1932 годах руководил Службой гидрологических оповещений Днепростроя при постройке ДнепроГЭС (где работал также В. А. Назаров — впоследствии первый заведующий кафедры гидрологии суши Киевского университета имени Т. Г. Шевченко). А. В. Огиевский — инициатор создания и директор (1944—1946) Киевской научно-исследовательской гидрологической обсерватории. Одновременно с 1931 года преподавал в Киевском гидромелиоративном институте (ныне — Национальный университет водного хозяйства и природопользования в Ровно); в 1934—1952 годы — заведующий кафедрой гидрологии, гидрометрии и гидрогеологии этого института. В 1941—1943 гг. был арестован и находился под следствием в тюрьме № 1 г. Новосибирска по подозрению в шпионской деятельности на основе сфабрикованных показаний, изложенных в уголовном деле о вредительстве в управлении шоссейных дорог при НКВД УССР (1938 г.).
Умер 3 апреля 1952 года. Похоронен в Киеве на Лукьяновском кладбище (участок № 31, ряд 1, место 33). Надгробие — прямоугольная стела из лабрадорита.

## Научная деятельность
Исследовал режим речного стока, прогнозировал водный режим рек Украины, выполнял гидрометрические работы. Вместе с Е. В. Оппоковым и В. А. Назаровым разработал методы прогнозов высоты весеннего половодья Днепра и его притоков. Разработал макрогенетическую теорию формирования стока, предложил методику определения максимальных расходов талых вод с наличием и отсутствием наблюдений за стоком.

### Избранные труды
- Огієвський А. В. Зв’язок рівнів р. Дніпра коло м. Київа з рівнями р.р. Прип’яті, Березини, Сожу та Десни й пристосування знайденного зв’язку до цілів короткотермінових завбачань рівнів р. Дніпра // Інформаційний бюлетень Укрмета. — 1924. — Ч. 10-12.
- Огієвський А. В. Питання гідрології за кордоном: звідомлення про закордонне відрядження до Німеччини, Австрії й Франції (4.ІХ — 20.ХІІ. 1927). — К., 1928.
- Огієвський А. В., Оппоков Є.В. Гідрометрія: Підручник для ВТУзів. — К.: Держвидав України, 1930.
- Огієвський А. В. Гідрологія (басейнів суші). — Харків — Київ: Вугілля і руда, 1933. — 293 с.
- Огиевский А. В. Гидрометрия и производство гидрометрических работ. — М.; Л.: Энергоиздат, 1934. — 572 с. (2-е изд. — 1937. — 342 с.)
- Огієвський А. В. Основні підсумки роботи Служби гідрологічних оповіщень Дніпробуду. — К.: Держтехвидав України, 1934.
- Огиевский А. В. Гидрология суши (общая и инженерная): Учеб. пособие. — М.; Л.: Энергоиздат, 1936. — 512 с. (2-е изд. — 1941, 3-е изд. — 1951, 4-е изд. — 1952).
- Огиевский А. В. Макрогенетическая теория поверхностного стока и ее практические применения. Ответы оппонентам // Доклады ЦИП. — Л.; М.: Гидрометеоиздат. — 1948. — Т. 1. — Вып. 5.
- Огиевский А. В. Вопросы применения статистических и генетических методов в гидрологии // Известия АН СССР. — 1952. — № 1.